# Eendracht Verrebroek
Eendracht Verrebroek was een Belgische voetbalclub uit Verrebroek. De club was aangesloten bij de KBVB met stamnummer 7041 en had geel en zwart als clubkleuren. De club speelde zijn thuiswedstrijden in het "Spaans Fort".

## Geschiedenis
De club werd opgericht in 1967. Verrebroek sloot zich aan bij de Belgische Voetbalbond en ging in de provinciale reeksen spelen.
In 2022 geraakte de club in een dispuut over het delen van haar accommodatie met Hockey Club Beveren.
In 2019 werden er akkoorden gelegd tussen gemeente Beveren en de club. Een van de twee velden van de club zou afgestaan worden aan de hockeyclub. Er werden andere faciliteiten, zoals de aanleg van een kunstgrasveld, ledverlichting en een gescheiden toog in de kantine, beloofd aan de club als compensatie.
Geen van deze beloftes werden waargemaakt. De gemeente vond deze eisen onredelijk. Het kunstgrasveld zou niet nodig zijn omdat Verrebroek geen jeugdwerking heeft, de huidige verlichting was nog niet aan verandering toe en het compromis rond de veranderingen in de kantine werd ook niet geaccepteerd.
De club gaf vanaf 16 februari 2022 algemeen forfait voor haar resterende wedstrijden.

## Resultaten
| Seizoen | Klasse | Klasse | Klasse | Klasse | Klasse | Klasse | Klasse | Klasse                                                   | Klasse                                                   | Reeks                                                    | Punten                                                   | Opmerkingen                                                              |
|         | I      | I      | II     | III    | IV     | P.I    | P.II   | P.III                                                    | P.IV                                                     |                                                          |                                                          |                                                                          |
| ------- | ------ | ------ | ------ | ------ | ------ | ------ | ------ | -------------------------------------------------------- | -------------------------------------------------------- | -------------------------------------------------------- | -------------------------------------------------------- | ------------------------------------------------------------------------ |
| 2004/05 |        |        |        |        |        |        |        | 6                                                        |                                                          | Derde Prov. O.-Vl. E                                     | 48                                                       |                                                                          |
| 2005/06 |        |        |        |        |        |        |        | 8                                                        |                                                          | Derde Prov. O.-Vl. E                                     | 43                                                       |                                                                          |
| 2006/07 |        |        |        |        |        |        |        | 5                                                        |                                                          | Derde Prov. O.-Vl. E                                     | 47                                                       |                                                                          |
| 2007/08 |        |        |        |        |        |        |        | 5                                                        |                                                          | Derde Prov. O.-Vl. E                                     | 49                                                       |                                                                          |
| 2008/09 |        |        |        |        |        |        |        | 9                                                        |                                                          | Derde Prov. O.-Vl. E                                     | 37                                                       |                                                                          |
| 2009/10 |        |        |        |        |        |        |        | 4                                                        |                                                          | Derde Prov. O.-Vl. E                                     | 49                                                       | Verlies in eindronde voor promotie                                       |
| 2010/11 |        |        |        |        |        |        |        | 3                                                        |                                                          | Derde Prov. O.-Vl. E                                     | 54                                                       | Promotie via eindronde                                                   |
| 2011/12 |        |        |        |        |        |        | 13     |                                                          |                                                          | Tweede Prov. O.-Vl. C                                    | 31                                                       |                                                                          |
| 2012/13 |        |        |        |        |        |        | 11     |                                                          |                                                          | Tweede Prov. O.-Vl. C                                    | 33                                                       |                                                                          |
| 2013/14 |        |        |        |        |        |        | 6      |                                                          |                                                          | Tweede Prov. O.-Vl. C                                    | 45                                                       |                                                                          |
| 2014/15 |        |        |        |        |        |        | 14     |                                                          |                                                          | Tweede Prov. O.-Vl. C                                    | 27                                                       | Degradatie via eindronde                                                 |
| 2015/16 |        |        |        |        |        |        |        | 12                                                       |                                                          | Derde Prov. O.-Vl. E                                     | 38                                                       |                                                                          |
|         | 1A     | 1B     | 1Am    | 2Am    | 3Am    | P.I    | P.II   | Vanaf 2016-17 zijn er 3 nationale en 2 regionale niveaus | Vanaf 2016-17 zijn er 3 nationale en 2 regionale niveaus | Vanaf 2016-17 zijn er 3 nationale en 2 regionale niveaus | Vanaf 2016-17 zijn er 3 nationale en 2 regionale niveaus | Vanaf 2016-17 zijn er 3 nationale en 2 regionale niveaus                 |
| 2016/17 |        |        |        |        |        |        |        | 15                                                       |                                                          | Derde Prov. O.-Vl. E                                     | 15                                                       |                                                                          |
| 2017/18 |        |        |        |        |        |        |        |                                                          | 10                                                       | Vierde Prov. O.-Vl. E                                    | 38                                                       |                                                                          |
| 2018/19 |        |        |        |        |        |        |        |                                                          | 14                                                       | Vierde Prov. O.-Vl. E                                    | 24                                                       |                                                                          |
| 2019/20 |        |        |        |        |        |        |        |                                                          | 13                                                       | Vierde Prov. O.-Vl. E                                    | 13                                                       | Competitie vroegtijdig stopgezet door de coronapandemie                  |
| 2020/21 |        |        |        |        |        |        |        |                                                          | 3                                                        | Vierde Prov. O.-Vl. E                                    | 9                                                        | Competitie stopgezet na 4 speeldagen en geschrapt door de coronapandemie |
| 2021/22 |        |        |        |        |        |        |        |                                                          | -                                                        | Vierde Prov. O.-Vl. E                                    | -                                                        | Algemeen forfait vanaf februari 2022, alle resultaten werden geschrapt   |